# Nomad (álbum de Abney Park)
Nomad es el decimosexto álbum de estudio de Abney Park.

## Lista de canciones
| N.º | Título                                          | Duración |  |
| 1.  | «Tribal Nomad»                                  | 3:49     |  |
| 2.  | «Born At the Wrong Time»                        | 4:12     |  |
| 3.  | «Whole Life Crisis»                             | 3:03     |  |
| 4.  | «Two Elixirs»                                   | 3:27     |  |
| 5.  | «On the Fringe»                                 | 3:11     |  |
| 6.  | «I’m Glad I Lost You»                           | 2:58     |  |
| 7.  | «Pity the Free Man»                             | 3:11     |  |
| 8.  | «Stranger Than Anything You Could Have Dreamed» | 0:24     |  |
| 9.  | «The Casbah»                                    | 3:37     |  |
| 10. | «Night Train From Saint Petersburg»             | 3:32     |  |
| 11. | «Special»                                       | 2:20     |  |
| 12. | «Escape the Ground»                             | 4:30     |  |
| 13. | «Give ‘Em What For»                             | 2:41     |  |
| 14. | «Clockwork Heart»                               | 2:41     |  |

## Créditos
- Robert Brown - voz, derbake, acordeón diatónico, armónica, buzuki
- Kristina Erickson - teclado, piano
- Josh Goering - guitarra
- Titus Munteanu – violín
- Derek Brown - bajo, guitarra acústica